# F. A. Forbes
Madre Frances Alice Monica Forbes (nascida em 16 de março de 1869 e faleceu em 1936) foi uma irmã da Sociedade do Sagrado Coração, na Escócia.

## Vida
Sua mãe morreu quando ela ainda era criança e, por este motivo, seu pai tornou-se uma grande influência para sua vida, tanto ajudando na formação de sua personalidade viril, quanto em sua grande capacidade para o trabalho. Embora tenha crescido como presbiteriana, Alice tornou-se católica no ano de 1900. Inicialmente a Presença Real na Eucaristia fora um obstáculo para sua conversão, mas finalmente chegou o dia em que foi golpeada pela verdade literal destas palavras de Cristo: “Isto é o Meu Corpo” (1 Coríntios 11:24). Aos 31 anos, poucos meses depois de sua conversão, entrou na Sociedade do Sagrado Coração, após provavelmente ter recebido o chamado de sua vocação na Primeira Comunhão, quando Nosso Senhor acendeu em seu coração “a chama do único amor”.

## Obras
F. A. Forbes escreveu muitos livros, sendo que um deles, a biografia de São Pio X, foi muito estimada pelo Cardeal Merry del Val. Dentre seus livros, destacam-se:
- Saint Ignatius Loyola
- Saint Teresa of Ávila
- Life of St. Vincent de Paul
- Saint Athanasius: The Father of Orthodoxy
- Saint John Bosco
- Saint Columba
- Saint Monica
- Saint Catherine of Siena
- Saint Benedict
- Saint Hugh of Lincoln
- Pope Saint Pius X

## Obras em Português
No Brasil, estão disponíveis em português as traduções das obras da Madre F. A. Forbes, da biografia de São Pio X intitulada "Papa Sarto, o Papa Santo: A vida de São Pio X", e a biografia "Santo Atanásio: Contra o mundo", publicadas pela Editora Loreto.